# Casa de Cultura (la Bisbal d'Empordà)
La Casa de Cultura és una obra de la Bisbal d'Empordà inclosa en l'Inventari del Patrimoni Arquitectònic de Catalunya.

## Descripció
La Casa de Cultura està situada entre el riu Daró i el carrer de Cavallers. És un edifici de grans dimensions, que consta de soterrani, planta baixa i dos pisos, i té les obertures allindanades. Els elements més remarcables són les dues portes d'accés (a una entitat bancària i a la Casa de Cultura/Biblioteca), que mostren resseguiment ceràmic, i els esgrafiats de les façanes, figuratius i geomètrics. Són així mateix dignes d'esment el relleu situat damunt la porta del carrer Cavallers, al·legoria de l'estalvi, i la barana del terrat, amb balustres de terracota.

## Història
L'edifici va ser bastit en estil noucentista. Sembla que l'autor fou l'arquitecte municipal Pelai Martínez.